# Харіс Табакович
Харіс Табакович (босн. Haris Tabaković, нар. 20 червня 1994, Гренхен) — боснійський та швейцарський футболіст, нападник німецького клубу «Герта» та національної збірної Боснії і Герцеговини.

## Клубна кар'єра
Народився 20 червня 1994 року в місті Гренхен. Вихованець футбольної школи клубу «Янг Бойз». У вересні 2012 року вперше зіграв за основну команду в кубку проти клубу «Веттсвіль-Бонштеттен», а наступного місяця дебютував у Суперлізі, вийшовши у стартовому складі в 12-му турі сезону 2012/13 проти «Цюриха» і був замінений на Хосефа Мартінеса на 51-й хвилині. Всього у сезоні 2012/13 він провів сім матчів у першому дивізіоні та 17 матчів у четвертому за резервну команду, у яких забив 13 голів.
У сезоні 2013/14 він провів чотири ігри в Суперлізі, а потім був відданий в оренду клубу другого дивізіону «Віль» на півтора роки під час зимової перерви. Під час оренди Табакович провів 24 гри в Челлендж-лізі та забив одинадцять голів. Після закінчення оренди він повернувся в Берн на сезон 2015/16. Після повернення він забив свій перший гол у Суперлізі в серпні 2015 року в матчі проти «Туна» (3:1). До зимової перерви він провів одинадцять матчів у вищому дивізіоні та три за резерв.
У січні 2016 року він перейшов у «Грассгоппер», з яким уклав контракт до червня 2019 року. За півтора сезони в Цюриху Табакович провів 34 матчі в Суперлізі і забив два голи.
Своєю грою за останню команду привернув увагу представників тренерського штабу угорського клубу «Дебрецен», до складу якого приєднався влітку 2017 року. У своєму першому сезоні в «Дебрецені» він провів 20 матчів у чемпіонаті і забив 12 голів, але пропустив весь сезон 2018/19 через травму. Після цього він приєднався до іншої місцевої команди «Діошдьйор», за який провів 20 матчів у вищій лізі Угорщини і забив двічі.
У вересні 2020 року Табакович перейшов до клубу другого австрійського дивізіону «Аустрія» (Лустенау), з яким уклав контракт до червня 2022 року. У своєму першому сезоні в Лустенау він провів 23 матчі у чемпіонаті, в яких забив 18 голів, в тому числі 23 травня 2021 року він зробив свій перший хет-трик у кар'єрі в грі проти «Лафніца». У наступному сезоні 2021/22 з 27 голами в 23 матчах Табакович став найкращим бомбардиром другого дивізіону і допоміг команді вийти у Бундеслігу.
Влітку 2022 року, після закінчення контракту, Табакович підписав контракт із клубом австрійської Бундесліги до червня 2025 року. За збірну Австрії він забив 17 голів у 28 іграх Бундесліги в сезоні 2022/23, що зробило його другим найкращим бомбардиром ліги після Гвідо Бургшталлера. Провівши початок сезону 2023/24 у клубі, Табакович у серпні 2023 року переїхав до Німеччини до клубу другого дивізіону «Герта», уклавши контракт до 2026 року. Він офіційно дебютував за клуб 4 серпня проти «Веена», а 26 серпня забив дубль у грі проти «Гройтер Фюрта». Станом на 5 листопада 2023 року відіграв за берлінський клуб 13 матчів в національному чемпіонаті і забив 9 голів.

## Виступи за збірні
2012 року дебютував у складі юнацької збірної Швейцарії (U-18), загалом на юнацькому рівні взяв участь у 10 іграх.
Протягом 2013—2016 років залучався до складу молодіжної збірної Швейцарії. На молодіжному рівні зіграв у 15 офіційних матчах, забив 6 голів.
Незважаючи на те, що Табакович представляв Швейцарію на різних молодіжних рівнях, він вирішив представляти Боснію та Герцеговину на дорослому рівні. У листопаді 2023 року його прохання змінити спортивне громадянство зі швейцарського на боснійське було схвалено ФІФА. Раніше того ж місяця він отримав свій перший виклик до національної збірної Боснії і Герцеговини на матчі відбору на Євро-2024 проти Люксембургу та Словаччини і дебютував 16 листопада у грі проти першої з них, де боснійці сенсаційно програли 1:4.